# Frugno
Il Frugno è un torrente situato nella provincia di Foggia (sul versante adriatico della penisola italiana), lungo circa 21 km. Esso sgorga dai monti della Daunia al confine tra i territori comunali di Anzano, Monteleone e Sant'Agata; le sue sorgenti sono assai prossime a quelle del torrente Fiumarella che, però, afferisce al versante tirrenico della penisola. Il torrente Frugno ha un andamento piuttosto incurvato soprattutto nel primo tratto, ove giunge a rasentare la falde meridionali del monte Crispignano (alto 1104 m s.l.m.) formando le cosiddette gole di Pietra di Punta. In tutto il tratto intermedio (ove costituisce il confine comunale tra Accadia e la stessa Sant'Agata) il torrente scorre assai tortuoso e incassato; viceversa nell'ultima parte del suo percorso (ove penetra decisamente nel territorio di Sant'Agata) scorre placido, ampio e quasi rettilineo fino all'ex-convento di Sant'Antuono ove si unisce al torrente Calaggio per formare il fiume Carapelle.